# Ісидор (Борецький)
Іси́дор Боре́цький (1 жовтня 1911, с. Острівець, нині Теребовлянського району, Тернопільської області — 23 липня 2003, Торонто) — єпископ Торонтський Української греко-католицької церкви (1948–1998).

## Життєпис
Народився 1 жовтня 1911 у селі Острівець, тепер Теребовлянського району Тернопільської області у сімʼї Семена Борецького та Юлії Давосир.
Навчався у Теребовлянській і Тернопільській гімназіях. У 1932—1936 рр. студіював теологію в Богословській академії у Львові, у 1936—1938 рр. продовжував навчання в Колегії св. Андрія у м. Мюнхені (Німеччина). 17 липня 1938 прийняв ієрейське рукоположення з рук єпископа Діонісія Няраді. Того ж року виїхав до Канади. 
У 1940—1947 роках був священником церкви Святого Архангела Михаїла у місті Велланд.
17 січня 1948 призначений Апостольським екзархом для українців Східної Канади, титулярним єпископом Аматунтським. Архієрейська хіротонія відбулася 27 травня 1948 року. Головним святителем був єпископ Василь Ладика, а співсвятителями — єпископи Костянтин Богачевський і Ніль Саварин. 3 листопада 1956 призначений єпископом Торонтським Української греко-католицької церкви. У 1979 — співзасновник релігійного товариства українців-католиків «Свята Софія».
Брав участь у II Ватиканському соборі.
Організовував надання фінансової та гуманітарної допомоги Україні, зокрема, після аварії на Чорнобильській АС. Допомагав гімназії м. Теребовля.
16 червня 1998 Папа Римський Іван Павло II прийняв зречення з уряду єпископа Ісидора Борецького у зв'язку з досягненням пенсійного віку.
У 2002 році з нагоди 92-річчя єпископ Ісидор Борецький нагороджений орденом «За заслуги» ІІІ ступеня.
Помер Ісидор Борецький 23 липня 2003 року в Торонто (Канада).